# Nadezhda Skardino
Nadzezhda Valerievna Skardzino (biélorusse : Надзе́я Вале́р'еўна Скардзі́наen), souvent russifié en Nadejda Valerievna Skardino (russe : Наде́жда Вале́рьевна Скарди́но), et transcrite dans la base de données anglophone de l'IBU en Nadezhda Skardino, née le 28 mars 1985 à Leningrad, en RSFS de Russie (Union soviétique), est une biathlète biélorusse, médaille olympique en individuel en 2014 et championne olympique de relais en 2018.

## Carrière
Nadzeya Skardzina démarre au niveau international en 2005, où elle remporte le titre mondial junior de biathlon d'été sur la mass start. Elle débute au plus haut niveau en novembre 2006 à Östersund et dispute l'ensemble de la saison 2006-2007 de Coupe du monde sans parvenir à marquer le moindre point.
Aux Championnats du monde 2011, à Khanty-Mansiïsk, elle monte sur son premier podium en compétition majeure en prenant la médaille de bronze sur le relais.
Elle se distingue individuellement le 14 décembre 2012 lors du sprint de Pokljuka en prenant la 3e place, obtenant ainsi son premier podium en Coupe du monde. Elle est médaillée de bronze à l'individuel des Jeux olympiques de Sotchi 2014. En 2016, elle devient championne d'Europe de la poursuite.
Le 29 novembre 2017, elle remporte sa 1re victoire sur l'épreuve de l'individuel à Östersund. Sa septième place sur le second individuel de la saison, obtenue grâce à un nouveau tir sans faute, le 11 janvier 2018, lui assure le petit globe de la spécialité (réduite à deux courses pour la saison 2017-2018) avec trois points d'avance sur Juliya Dzhyma. Elle remporte ensuite le titre olympique de relais avec Iryna Kryuko, Dzinara Alimbekava et Darya Domracheva, après avoir obtenu deux top dix en individuel.
Elle annonce la fin de sa carrière à l'issue de la saison 2017-2018.

## Vie privée
En août 2019, elle se marie avec le biathlète Martin Jäger et donne naissance à un garçon en fin d'année.

## Palmarès

### Jeux olympiques
| Épreuve / Édition                | Individuel                          | Sprint | Poursuite | Départ en masse | Relais                         | Relais mixte                     |
| Jeux olympiques 2010 Vancouver   | 28e                                 | 28e    | 26e       | 22e             | 7e                             | Épreuve inexistante à cette date |
| Jeux olympiques 2014 Sotchi      | Médaille de bronze, Jeux olympiques | 17e    | 13e       | 16e             | 5e                             | —                                |
| Jeux olympiques 2018 Pyeongchang | 10e                                 | 36e    | 14e       | 7e              | Médaille d'or, Jeux olympiques | 5e                               |

Légende :
- : première place, médaille d'or
- : troisième place, médaille de bronze
- : pas d'épreuve
- — : Non disputée par Skardino

### Championnats du monde
| Mondiaux \ Épreuve   | Individuel | Sprint | Poursuite | Départ en masse | Relais                    | Relais mixte |
| 2007 Antholz         | 40e        | —      | —         | —               | —                         | —            |
| 2008 Östersund       | 56e        | 49e    | 43e       | —               | —                         | —            |
| 2009 Pyeongchang     | 32e        | —      | —         | —               | 4e                        | —            |
| 2011 Khanty-Mansiïsk | 4e         | 16e    | 16e       | 17e             | Médaille de bronze, monde | 9e           |
| 2012 Ruhpolding      | 34e        | 31e    | 29e       | —               | 4e                        | —            |
| 2013 Nové Město      | 26e        | 25e    | 15e       | —               | 7e                        | 11e          |
| 2015 Kontiolahti     | 20e        | 70e    | —         | —               | 7e                        | 4e           |
| 2016 Holmenkollen    | 15e        | 32e    | 43e       | 10e             | 18e                       | 9e           |
| 2017 Hochfilzen      | 17e        | 25e    | 19e       | 16e             | 9e                        | 22e          |

Légende :
- : troisième place, médaille de bronze
- — : non disputée par Skardzina

### Coupe du monde

#### Podiums
- 5 podiums en épreuve individuelle, dont 1 victoire.

| Résultat  | Individuel | Sprint | Poursuite | Départ en masse | Total |
| --------- | ---------- | ------ | --------- | --------------- | ----- |
| 1re place | 1          | 0      | 0         | 0               | 1     |
| 2e place  | 0          | 0      | 1         | 0               | 1     |
| 3e place  | 1          | 1      | 0         | 1               | 3     |

- Elle obtient également 7 podiums avec les équipes de relais, 1 victoire, 3 deuxièmes places et 3 troisièmes places.

| Résultat  | Relais | Relais mixte | Total |
| --------- | ------ | ------------ | ----- |
| 1re place | 1      | 0            | 1     |
| 2e place  | 3      | 0            | 3     |
| 3e place  | 3      | 0            | 3     |

#### Classements en Coupe du monde
| Saison    | Classement général final | Individuel | Sprint | Poursuite | Mass start |
| 2006-2007 | nc                       | nc         | nc     | nc        |            |
| 2007-2008 | 70e                      | nc         | 64e    | 51e       |            |
| 2008-2009 | 30e                      | 21e        | 52e    | 53e       | 37e        |
| 2009-2010 | 28e                      | 44e        | 30e    | 27e       | 25e        |
| 2010-2011 | 24e                      | 20e        | 28e    | 22e       | 28e        |
| 2011-2012 | 40e                      | 27e        | 40e    | 52e       | 41e        |
| 2012-2013 | 18e                      | 22e        | 17e    | 19e       | 22e        |
| 2013-2014 | 17e                      | 4e         | 17e    | 22e       | 29e        |
| 2014-2015 | 18e                      | 5e         | 16e    | 26e       | 21e        |
| 2015-2016 | 19e                      | 29e        | 22e    | 9e        | 11e        |
| 2016-2017 | 18e                      | 21e        | 23e    | 24e       | 14e        |
| 2017-2018 | 18e                      | 1re        | 22e    | 23e       | 22e        |

Victoire :
| Saison / Épreuve | Individuel | Sprint | Poursuite | Mass start | Total |
| 2017-2018        | Östersund  |        |           |            | 1     |
| Total            | 1          | 0      | 0         | 0          | 1     |

### Championnats d'Europe
- Médaille de bronze du relais en 2007.
- Médaille d'or de la poursuite en 2016.

### Championnats du monde de biathlon d'été
- Médaille de bronze du relais mixte en 2006.